# Metamecyna flavoapicalis
Metamecyna flavoapicalis är en skalbaggsart som beskrevs av Stefan von Breuning 1969. Metamecyna flavoapicalis ingår i släktet Metamecyna och familjen långhorningar. Inga underarter finns listade i Catalogue of Life.